# Kalembourg (groupe)
Pour les articles homonymes, voir Kalembourg.
Kalembourg est un groupe de rock canadien, originaire de Sept-Îles, sur la Côte-Nord, au Québec. Le groupe est formé en 1996 par les quatre membres originaux : Alexandre Bezeau, Luc Charest, Martin Pelletier et Yves Normand. Après une démo et deux albums studio, le groupe joue plusieurs concerts au début des années 2000 et se sépare en 2001.

## Biographie
Kalembourg est formé en 1996 à Sept-Îles, sur la Côte-Nord, au Québec. Le groupe est l'un des premiers, voir le premier groupe professionnel ou Louis-Jean Cormier fait ses premiers pas comme musicien professionnel. Louis-Jean Cormier. Son père explique que « Louis-Jean avait environ 15 ans, c'était illégal pour lui d'être là, alors le gérant de l'Inter-zone [ancien bar de Sept-Îles] m'avait appelé pour que je signe une permission. Quand il jouait, je veillais et j'allais le chercher. Je ne l'ai jamais vu rentrer "chaud", il ne voulait pas gâcher la musique. » Louis-Jean quitte Sept-Îles en 1997 pour étudier la musique au Cégep de Saint-Laurent. Kalembourg ne survivra pas à cette période.
Plusieurs membres du groupe Karkwa ont tout d'abord été musiciens pour la formation Kalembourg. Le frère de Louis-Jean, Benoît Cormier, collaborait également avec Kalembourg. Après une première démo en 1996, Kalembourg publie son premier album studio, l'éponyme Kalembourg en 1997. Le groupe connait le succès durant la seconde moitié des années 1990 avec des chansons telles que Je m’écrase et Jamaïca. Entretemps en 1998 nait le groupe Karkwa. En 1999 sort leur deuxième et dernier album studio, L'aquarium.
En 2000, Kalembourg joue à Woodstock en Beauce. La même année, ils jouent aux FrancoFolies de Montréal aux côtés d'une section cuivres, celle qui accompagnait Les Colocs. Kalembourg se sépare définitivement en 2001, cédant la place à Karkwa.

## Style musical
L'influence de groupes de rock québécois des années 1970, comme Harmonium, se fait sentir dans leur rock métissé (funk, reggae, grunge, etc.). Kalembourg est un juste milieu entre le passé et le futur. Il compte au total deux albums studio et un EP enregistrés entre 1996 et 1999. Le site web Voir.ca qualifie leur style musical de « rock funky ».

## Discographie
- 1996 : Démo
- 1997 : Kalembourg
- 1999 : L'aquarium